# Cneo Pompeyo Estrabón
Cneo Pompeyo Estrabón (en latín Cnaeus Pompeius o Pompaeus Sex. F. Cn. N. Strabo) (muerto el año 87 a. C.), cuyo cognomen significa estrábico, se le conoce habitualmente como Pompeyo Estrabón, con el fin de diferenciarlo de Estrabón, el geógrafo. 

## Orígenes
Era un romano de la zona rural italiana de Piceno, que se localiza entre los montes Apeninos y el mar Adriático, hijo menor de Sexto Pompeyo y de su esposa Lucilia, hermana del poeta romano Lucilio.
Fue el primero de su familia en adquirir un rango senatorial, a pesar de los prejuicios existentes con las personas de origen rural (los hombres nuevos).
El mote de Estrabón, que significa entornar los ojos, fue dado inicialmente a su cocinero Menógenes y después a Gneo Pompeyo que tenía una cierta semejanza con el cocinero. Pompeyo acabó adoptando el nombre como propio y así aparece en algunas monedas y en los Fasti.

## Cursus Honorum
Su nombre es mencionado por primera vez en relación con un asunto vergonzoso. Él había sido cuestor en Sardinia en el año 103 a. C., bajo el mando del propretor Tito Albucius, contra el cual recogió antecedentes para una acusación, aunque los romanos consideraban la relación entre el pretor y su cuestor como sagrada. Por esa razón la acusación no pudo ser conducida por él mismo, y fue asignada a C. César en su lugar.
Escaló el cursus honorum, logró el cargo de pretor en 94 a. C. y obtuvo al año siguiente, la propretura de Sicilia.
En el año 90 a. C. al estallar la guerra Social, fue legado del cónsul Publio Rutilio Lupo; fue derrotado y tuvo que refugiarse en Firmium donde fue asediado por Tito Afranio, uno de los generales de los italianos, pero Sulpicio fue en su ayuda y Afranio, atacado por dos ejércitos, murió en la lucha, y sus tropas huyeron en confusión hacia Asculum; Pompeyo entonces asedió esta ciudad.

## Consulado y guerra social
Pompeyo procedió a poner sitio a Ausculum, y como parece que era considerado como un general de ciertas capacidades, fue elegido cónsul en el año 89 a. C. con Lucio Porcio Catón Saloniano. 
Poco después de entrar en su consulado, derrotó a los italianos en la costa este, que, ignorantes de que los etruscos habían hecho un acuerdo con los romanos, marchaban en su ayuda. Obtuvo después otras victorias sobre los marsos, los marrucinos y los vestinos; finalmente entró en la asediada Asculum y sometió a los picentinos, en la denominada batalla de Asculum. Sus tres legiones fueron vitales en la victoria romana, tras lo cual asesinó a los dirigentes de la revuelta y envió a todos sus habitantes al exilio. 
Regresó a Roma a final de año, entrando en triunfo el 27 de diciembre. Antes de acabar el consulado hizo aprobar la ley Pompeia que daba a los galos de la Transpadana el derecho de ciudadanía latina. 
La ciudad de Laus Pompéia ("Elogio a Pompeyo'"), actual Lodi Vecchio fue nombrada así en su honor por su exitosa campaña. Entre las tropas auxiliares al mando de Pompeyo Estrabón destacaron por su extraordinaria actuación en la toma de Ascoli unos vascones de la ciudad de Segia, a los que Pompeyo recompensó con la ciudadanía romana. 

## Guerra Civil
Tras la guerra, Estrabón se retiró a Piceno con todos sus soldados veteranos. En 88 a. C. estalló la lucha entre Cayo Mario y Lucio Cornelio Sila, que acabó con la victoria del último y la proscripción del primero que huyó de Italia. Estrabón estaba luchando en la parte sur de Italia (principalmente en el Samnio) contra los italianos que permanecían todavía rebeldes, cuando se enteró de que el senado lo había privado del mando para asignarlo al cónsul Quinto Pompeyo Rufo; Estrabón obedeció y entregó el mando, a pesar del resentimiento que sentía, pero seguramente fue él mismo quien instigó un motín de los soldados que poco después mataron a Rufo; fingió horror por el crimen pero no tomó ninguna medida para llevar a los perpetradores a la justicia; y Sila, ausente, no tuvo más remedio que pasar por alto el asesinato de un cónsul. 
Al año siguiente, 87 a. C., los populares se hicieron con el poder por medio de Lucio Cornelio Cinna. Cuando los populares iban a entrar en Roma, los aristócratas llamaron a Estrabón en su ayuda; pero como estos le habían negado un segundo consulado para ese año, no se mostraba muy entusiasmado en acudir a su llamada. Estrabón tenía el hábito de jugar a la vez en los dos lados en un momento de gran tensión política. Sin embargo, al no estar preparados para unirse a la otra parte, avanzó con marchas lentas para el alivio de la ciudad, y, contrariamente a sus deseos, se vio obligado a pelear cerca de la puerta Colina con los ejércitos de Cinna y Sertorio.
La batalla no fue decisiva, pero Estrabón no pudo jugar más tiempo a ser neutral. Cinna trató de eliminarlo por medio del asesinato, pero fue salvado por la energía y la prudencia de su hijo, que también reprimió un peligroso motín entre los soldados. Poco después de estos acontecimientos, y en el curso del mismo año, 87 a. C., Estrabón fue muerto por la caída de un rayo. Su avaricia y la crueldad lo habían hecho odiado por sus soldados a tal grado que sacaron el cadáver de su féretro y lo arrastraron por las calles. Cicerón lo describe como 

"digno de odio a causa de su crueldad, la avaricia y la perfidia".

 Poseía cierta reputación como orador, y aún más como general. Dejó tras de sí propiedades considerables, especialmente en Picenum.
Su hijo, el que sería más tarde conocido como Pompeyo el Grande, volvió con las legiones de nuevo a Piceno tras la muerte de su padre.